# El Machuque
El Machuque är en ort i Mexiko.   Den ligger i kommunen San Lucas och delstaten Michoacán de Ocampo, i den södra delen av landet, 190 km väster om huvudstaden Mexico City. El Machuque ligger 963 meter över havet och antalet invånare är 306.
Terrängen runt El Machuque är huvudsakligen kuperad. El Machuque ligger uppe på en höjd. Runt El Machuque är det ganska tätbefolkat, med 60 invånare per kvadratkilometer. Närmaste större samhälle är Paso de Núñez, 14,7 km nordväst om El Machuque. I omgivningarna runt El Machuque växer huvudsakligen savannskog.